# Pseudorapidité

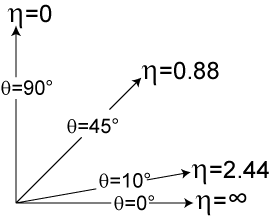
Lorsque l'angle croît à partir de zéro, la pseudorapidité décroît de l'infini. En physique des particules, l'angle nul est sur l'axe du faisceau.

En physique des particules expérimentale, la pseudorapidité, {\displaystyle \eta }, est une coordonnée spatiale couramment utilisée pour décrire l'angle de la trajectoire d'une particule par rapport à l'axe du faisceau. Elle est définie par :
où {\displaystyle \theta } est l'angle entre l'impulsion de la particule {\displaystyle {\vec {p}}} et l'axe du faisceau. De manière réciproque,
{\displaystyle \theta =2\arctan \left(e^{-\eta }\right)}
On peut aussi l'écrire en fonction de l'impulsion {\displaystyle {\vec {p}}} :
où {\displaystyle p_{L}} est la composante de l'impulsion selon l'axe du faisceau (c'est-à-dire l'impulsion longitudinale, notée aussi {\displaystyle p_{z}} par le système de coordonnées conventionnel utilisé par la physique des collisionneur de hadrons).
Sous cette forme, nous voyons bien que dans la limite relativiste (pour des vitesses proches de celle de la lumière ou pour lesquelles la masse d'une particule devient négligeable), la pseudorapidité est équivalente à la rapidité de la relativité restreinte, définie comme :
En physique des collisionneurs de hadrons, la rapidité ou la pseudorapidité est préférée par rapport à l'angle polaire {\displaystyle \theta } puisque la production de particule est une fonction constante de la rapidité, et parce que les différences de rapidités et de pseudorapidités sont des invariants de Lorentz (contrairement aux différences d'angles {\displaystyle \theta }, ils se transforment de manière additive, de la même manière que les vitesses s'additionnent en relativité galiléenne). Une mesure {\displaystyle \Delta y} ou {\displaystyle \Delta \eta } entre des particules ne dépend donc pas du référentiel choisi, tel que le référentiel du centre de masse ou le référentiel de repos d'une particule.
Dans une expérience de collision de hadrons, la direction vers l'avant fait référence aux régions du détecteur proches du faisceau, à des grandes valeurs de {\displaystyle |\eta |}. On distingue généralement par convention l'avant de l'arrière, qui correspondent respectivement à des valeurs positives et négatives de {\displaystyle z}.
La rapidité en fonction de la pseudorapidité est donnée par : {\displaystyle y=\ln \left({\frac {{\sqrt {m^{2}+p_{T}^{2}\cosh ^{2}\eta }}+p_{T}\sinh \eta }{\sqrt {m^{2}+p_{T}^{2}}}}\right)}
où {\displaystyle p_{T}\equiv {\sqrt {p_{x}^{2}+p_{y}^{2}}}} est le l'impulsion transverse (c'est-dire sa projection dans le plan perpendiculaire à l'axe du faisceau).
La pseudorapidité peut aussi être utilisée pour définir une mesure de séparation angulaire entre deux particules qui est invariant de Lorentz, {\displaystyle (\Delta R)^{2}\equiv (\Delta \eta )^{2}+(\Delta \phi )^{2}}. La différence d'azimuts {\displaystyle \Delta \phi } est un invariant de Lorentz puisqu'il est mesuré dans le plan transverse.

## Quelques valeurs

Tracé de la pseudorapidité en fonction de l'angle polaire.

Le tableau suivant donne quelques valeurs d'angle polaire et de pseudorapidité correspondante :
| {\displaystyle \theta } | {\displaystyle \eta } | {\displaystyle \theta } | {\displaystyle \eta } |
| ----------------------- | --------------------- | ----------------------- | --------------------- |
| 0°                      | ∞                     | 180°                    | −∞                    |
| 0,1°                    | 7,04                  | 179,9°                  | −7,04                 |
| 0,5°                    | 5,43                  | 179,5°                  | −5,43                 |
| 1°                      | 4,74                  | 179°                    | −4,74                 |
| 2°                      | 4,05                  | 178°                    | −4,05                 |
| 5°                      | 3,13                  | 175°                    | −3,13                 |
| 10°                     | 2,44                  | 170°                    | −2,44                 |
| 20°                     | 1,74                  | 160°                    | −1,74                 |
| 30°                     | 1,32                  | 150°                    | −1,32                 |
| 45°                     | 0,88                  | 135°                    | −0,88                 |
| 60°                     | 0,55                  | 120°                    | −0,55                 |
| 80°                     | 0,175                 | 100°                    | −0,175                |
| 90°                     | 0                     |                         |                       |
La pseudorapidité est une fonction impaire par rapport à {\displaystyle \theta =90^{\circ }}, c'est-à-dire que {\displaystyle \eta (\theta )=-\eta (180^{\circ }-\theta )}.

## Impulsion en coordonnées cartésiennes
Les collisionneurs de hadrons mesurent l'impulsion sous la forme d'une impulsion transverse {\displaystyle p_{T}}, de l'angle polaire dans le plan transverse ou azimut {\displaystyle \phi } et de la pseudorapidité {\displaystyle \eta }. Les formules de conversion qui suivent permettent d'exprimer l'impulsion d'une particule dans les coordonnées cartésiennes {\displaystyle (p_{x},p_{y},p_{z})} (ici l'axe {\displaystyle z} correspond à l'axe du faisceau) :
{\displaystyle p_{x}=p_{T}\cos \phi }{\displaystyle p_{y}=p_{T}\sin \phi }{\displaystyle p_{z}=p_{T}\sinh \eta }Ainsi {\displaystyle |{\vec {p}}|=p_{T}\cosh \eta }.